# 2893 Peiroos
2893 Peiroos је Јупитеров тројански астероид са пречником од приближно 87,46 .
Афел астероида је на удаљености од 5,564 астрономских јединица (АЈ) од Сунца, а перихел на 4,769 АЈ.
Ексцентрицитет орбите износи 0,076, инклинација (нагиб) орбите у односу на раван еклиптике 14,648 степени, а орбитални период износи 4290,201 дана (11,745 годину).
Апсолутна магнитуда астероида је 9,23 а геометријски албедо 0,046.
Астероид је откривен 30. августа 1975. године.